# Kiyoshi Hiraizumi
Kiyoshi Hiraizumi (平泉澄) est un historien japonais né le 15 février 1895 dans la préfecture de Fukui et mort le 18 février 1984 à Katsuyama. Proche des courants nationalistes avant-guerre, il fournit un cadre académique à leurs idées